# Rheinische Zeitung
Rheinische Zeitung (Gazeta Renana) é um jornal alemão do século XIX que ficou famoso por ser editado por Karl Marx.
O jornal foi fundado em 1 de Janeiro de 1842 com um cunho editorial reformista pró-democracia, provendo uma saída para a classe média e intelectuais da região do Reno, que cada vez mais se opunham ao autoritarismo Prussiano. Max Stirner publicou O Falso Princípio de nossa Educação em abril, e Marx escreveu para o jornal pela primeira vez em 5 de Maio. Seu artigo contra a censura do governo prussiano, publicado anonimamente com o crédito "por um renano" foi amplamente louvado pela comunidade progressista. Ele seguiu com mais artigos sobre o assunto até o final de Maio, produzindo uma série de seis artigos sobre a liberdade de imprensa. A resposta positiva a essa série serviu para aumentar a circulação e influência do periódico.
Em Outubro de 1842, Marx foi nomeado editor-chefe. Em 16 de Novembro, Friedrich Engels visitou o escritório do jornal em caminho à Inglaterra, encontrando Marx pela primeira vez e iniciando o que iria se tornar um longo período de colaboração mútua e de amizade, que duraria até a morte de Marx. Da Inglaterra, Engels enviou uma série de artigos para serem publicados na Gazeta Renana, narrando as condições da classe operária de lá; estes seriam mais tarde coletados e publicados em seu influente livro: A Situação da Classe Trabalhadora na Inglaterra.
Sob orientação de Marx, com adicional influência de Engels, o periódico começou a tomar um cunho mais radical, abertamente se opondo às políticas do governo com crescente estridência. Um artigo de Marx discutindo criticamente a relação entre o governo prussiano e a Igreja Católica Romana foi censurado e nunca foi publicado; muitos outros de seus artigos se opondo às políticas do governo tiveram permissão para serem publicados, mas sob intenso escrutínio estatal.
Ao início de 1843, Marx promovia ideologias "perigosamente" radicais pelo periódico, crescentemente deixando transparecer pontos de vista socialistas e comunistas e quase que abertamente chamando à revolução para a substituição da monarquia prussiana por uma democracia. Ao passo que em 17 de Março o governo prussiano forçou que Marx abrisse mão do cargo de editor, e o jornal foi fechado em 31 de Março.
Com a criação em Paris do jornal Anais Franco-Alemães, Marx fez tentativa de continuar publicando na mesma linha de crítica ao autoritarismo prussiano. Contudo, os Anais tiveram uma única edição, em Fevereiro de 1844.
Ainda visando continuar no meio jornalistico pela causa socialista, Marx fundou a Neue Rheinische Zeitung ("Nova Gazeta Renana") em 1848.